# Sokol (Raumanzug)

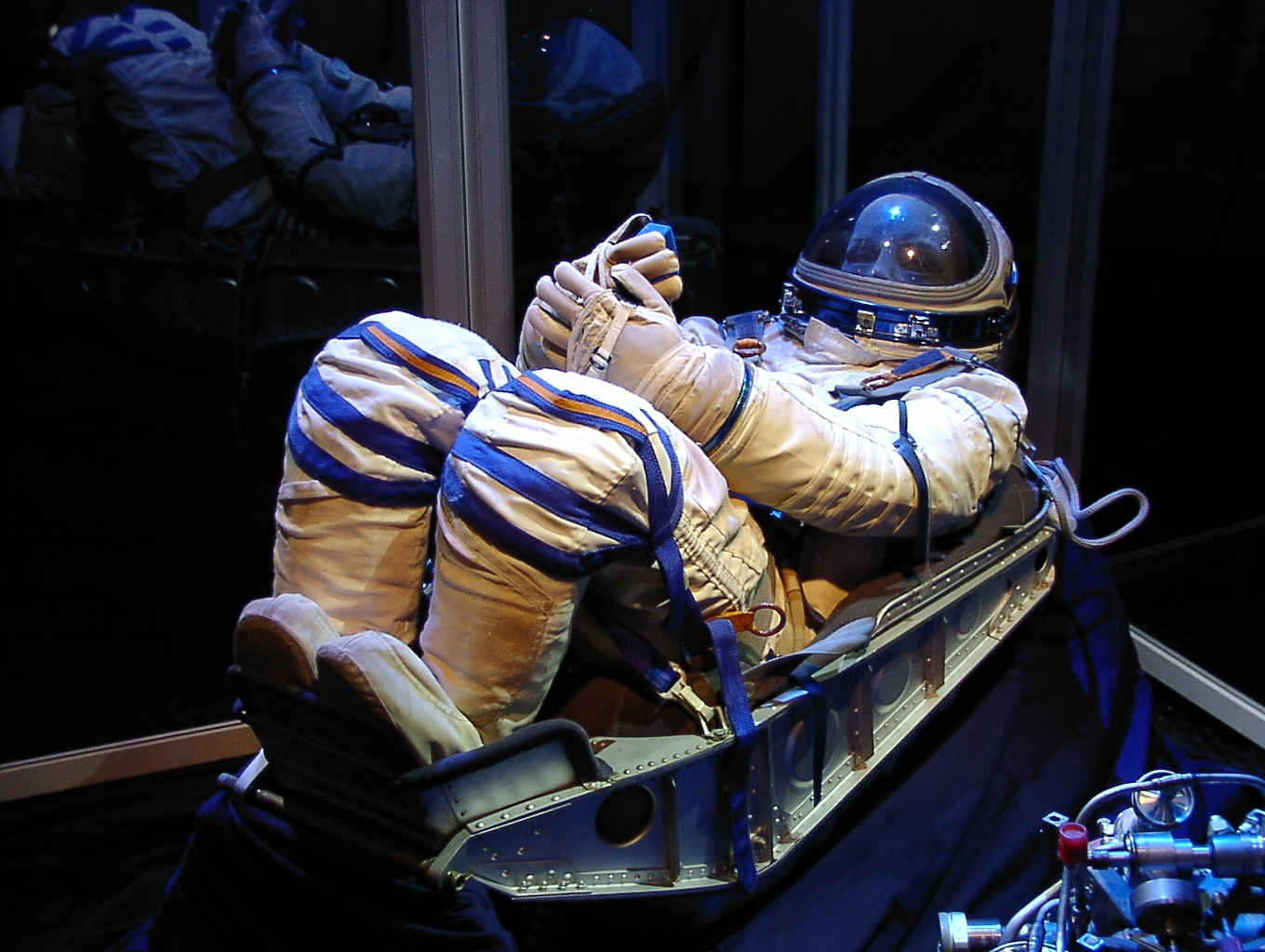
Sokol-Raumanzug liegend im Schalensitz

Der Sokol-Raumanzug (russisch Сокол [ˈsokəɫ] „Falke“) ist ein russischer Raumanzug, der von allen Kosmonauten an Bord der Sojus-Raumschiffe bei Start, Landung und Koppelmanövern getragen wird. Dieser Typus kam das erste Mal im Jahr 1973 zum Einsatz und wird nach wie vor genutzt. Vom Hersteller NPP Swesda wird er als Rettungsanzug bezeichnet, da er ausschließlich dazu dient, den Raumfahrer im Falle eines Druckverlustes an Bord der Sojus-Raumschiffe zu schützen. Damit hat er dieselbe Funktion wie der bekannte orangefarbene US-amerikanische ACE-Anzug, der von den Space-Shuttle-Astronauten bei Start und Landung der Raumfähre getragen wurde. Mit dem Sokol-Anzug ist kein Außenbordeinsatz möglich, dafür dienen z. B. die russischen Orlan-D-Raumanzüge.

## Beschreibung

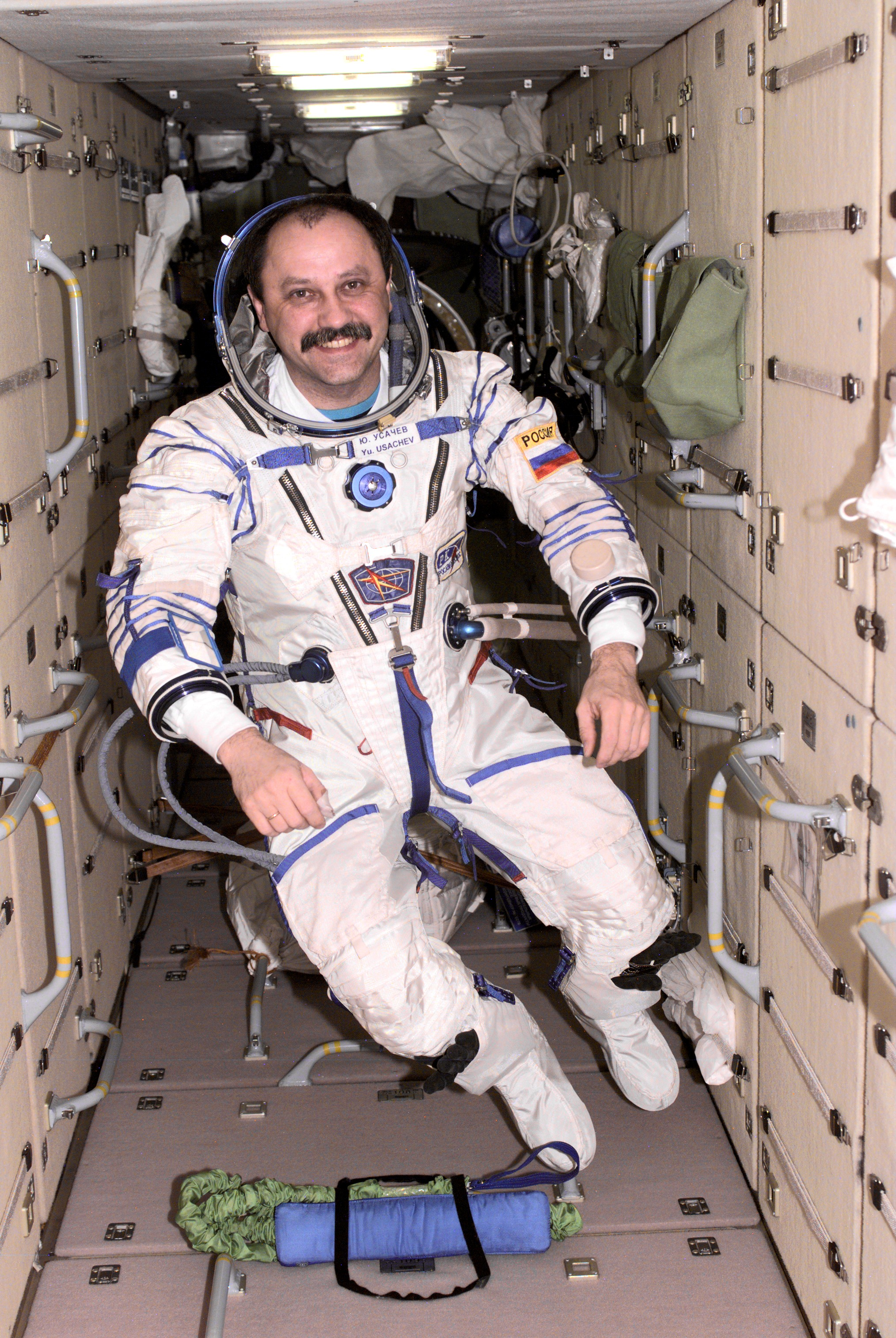
Juri Ussatschow in seinem Sokol-KW2

Die aktuelle Version des Anzuges trägt die Bezeichnung Sokol-KW2 (Сокол КВ-2). Er besteht aus einer inneren Druckhülle aus Kapron und einer Außenhülle aus weißem Nylon. Die Schuhe sind in den Anzug integriert, während die Handschuhe mit Kupplungen aus blaueloxiertem Aluminium abnehmbar sind. Das Polycarbonat-Visier ist an Gelenken in Ohrhöhe befestigt und schließt in geschlossenem Zustand mit einem eloxierten Aluminiumflansch an dem Anzug ab. Die Kappe bzw. der innere weiche Helm faltet sich zusammen, wenn das Visier geöffnet wird. Der Raumanzug hat vier Taschen an den Beinen und Einstellriemen an Armen, Beinen, Brust und Bauch.
Am linken Handgelenk befindet sich der Druckmesser für den Innendruck. Ein Spiegel wird am rechten Gelenk an einem elastischen Band getragen. Damit kann der Kosmonaut Instrumente ablesen, die normalerweise außerhalb seines Sichtfeldes liegen. Während des Wiedereintritts wird auch ein Höhenmesser  getragen, um den Kabinendruck zu kontrollieren. Oft wird noch eine Armbanduhr mit einem elastischen Band über dem Raumanzug befestigt. Meist sind die Uhren Schweizer oder russischer Herkunft und privat gekauft.
Elektrische und Kommunikationsanschlüsse sitzen rechts in Bauchhöhe. Die getrennten Anschlüsse für Luft und Sauerstoff sind auf der linken Seite angebracht. Im Normalzustand bläst ein elektrisch angetriebener Lüfter Luft aus der Kabine mit einem Durchsatz von 150 l/min durch den Anzug. Wenn der Kabinendruck unter 600 hPa fällt, wird die Luftzufuhr automatisch durch Sauerstoff aus Druckflaschen ersetzt. Der Anzug behält diesen Innendruck bei, egal wie tief der Kabinendruck sinkt. Luft und Sauerstoff verlassen den Anzug durch das blaue Überdruckventil in der Mitte der Brust. Damit ist der Raumanzug ein offenes Lebenserhaltungssystem, ähnlich einem Taucheranzug. Dadurch ist der Anzug sehr einfach aufgebaut. Nachteilig ist der hohe Sauerstoffverbrauch, der aber vertretbar ist, da das System nur im Notfall gebraucht wird.
Die Anzüge wiegen ungefähr zehn Kilogramm und werden von einigen Trägern als beträchtliche Behinderung der Bewegung empfunden. Sie sind dafür ausgelegt, bis zu 30 Stunden in einer Normaldruckumgebung und bis zu zwei Stunden im Vakuum getragen zu werden. Darüber hinaus sind die Anzüge schwimmfähig und haben einen Halskragen, der verhindert, dass Wasser in den Anzug eindringt. Die Sojus-Besatzungen sind mit Auftriebshilfen und Kaltwetter-Überlebensgerät für eine Notfallwasserung ausgestattet.
Bis zum Ende des Jahres 2002 wurden 309 flugfähige und 135 Test- bzw. Trainingsanzüge hergestellt. Diese Zahlen haben sich mittlerweile durch den Einsatz der Sojus-Raumschiffe als ISS-Zubringer erhöht.

## Anwendung
Jeder Kosmonaut wird mit einem handgefertigten Anzug für den Raumflug ausgestattet. Es ist sehr wichtig, dass der Anzug perfekt sitzt. Um dies zu überprüfen, sitzen die zukünftigen Raumfahrer zur Anpassung zwei Stunden mit angelegtem Sokol-Anzug in ihrem maßgeschneiderten Kasbek-U-Schalensitz (russisch Казбек-У) und der Anzug wird mit den Riemen an Armen, Beinen und Brust genau eingestellt und gegebenenfalls abgeändert. Es wird so streng auf den genauen Sitz des Anzuges geachtet, um Verletzungen und Druckstellen bei Start und Landung zu vermeiden, wo Belastungen von mehreren G auftreten. Die genaue Anpassung von Sitz und Anzug macht es erforderlich, dass die Schalensitze von einem Sojus-Raumschiff zum anderen transferiert werden müssen, falls der Kosmonaut mit einem anderen als dem Startraumschiff zurückkommt.

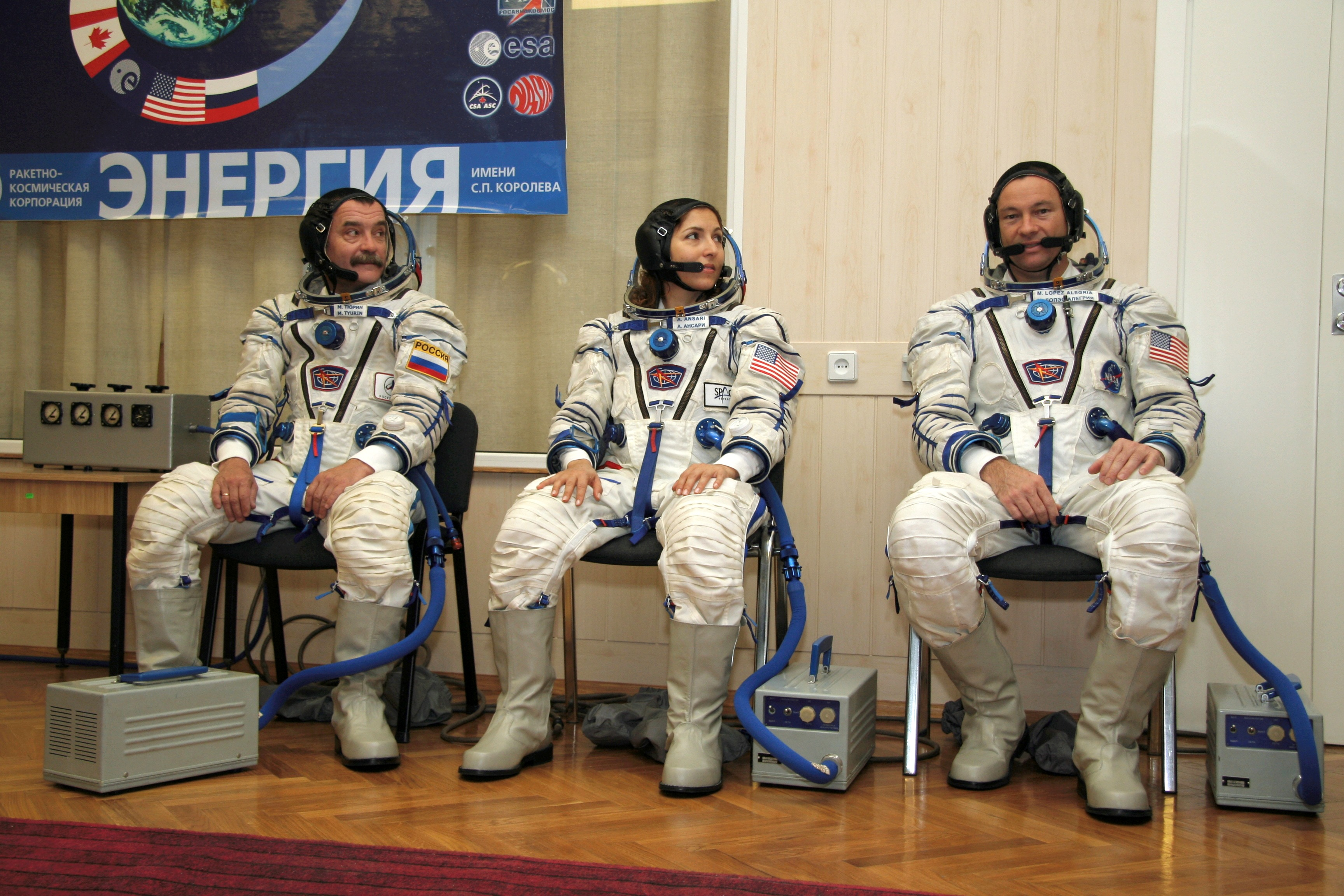
Besatzung von Sojus TMA-9 in ihren Sokol-Raumanzügen mit portablen Belüftungsgeräten

Um in den Raumanzug zu steigen, werden die beiden V-förmig auf der Vorderseite angebrachten Reißverschlüsse geöffnet. Darunter befindet sich eine große schlauchförmige Öffnung in der Druckhülle, die Appendix („Anhang“) genannt wird. Der Kosmonaut beginnt mit den Füßen zuerst, führt dann seine Arme durch die dafür vorgesehenen Öffnungen und steckt am Ende den Kopf von unten in den Helm. Zur Abdichtung wird dann der Appendix fest zusammengerollt (ähnlich von wasserdichten Fahrradtaschen mit Rollverschluss) und mit elastischen Bändern fixiert. Der Wulst des zusammengerollten Appendix wird unter der V-förmigen Klappe auf der Vorderseite verstaut. Am Boden getragen, wird der Raumanzug mit einem tragbaren Belüftungsgerät verbunden, welches die Belüftung und Kühlung des Anzugs gewährleistet. Um Schäden an den Füßen des Anzugs zu vermeiden, werden am Boden graue Lederschuhe über den Anzug gezogen. Diese müssen vor dem Betreten des Sojus-Raumschiffs ausgezogen werden. Damit wird auch eine Verunreinigung der Druckkabine vermieden.
Der Sokol-Druckanzug wird bei Start und Landung getragen, dabei werden die Handschuhe übergezogen und das Visier geschlossen. Während eines Notfalls hält der Anzug einen Innendruck von üblicherweise 400 hPa über dem Umgebungsdruck. Der Anzug wird sich dadurch ein wenig aufblähen und die Bewegungsfreiheit des Kosmonauten einschränken. Die Bedienung des Raumschiffs sollte aber dennoch weiterhin möglich sein.
Wenn die Beeinträchtigung der Bewegungsmöglichkeit zu groß wird, ist es möglich, das blaue Überdruckventil auf einen niedrigeren Druck von 270 hPa (Backup-Modus) einzustellen. Dann wird der Anzug mit reinem Sauerstoff versorgt. Wegen des Risikos einer Dekompressionskrankheit ist dies nur für absolute Notfälle vorgesehen.

## Geschichte
Druckanzüge wurden bereits bei den Wostok-Flügen getragen. Als das neue Sojus-Raumschiff in der Mitte der 1960er Jahre entworfen wurde, trafen die Entwickler im Konstruktionsbüro OKB-1 die umstrittene Entscheidung, diese nicht mehr in den neuen Raumschiffen einzusetzen. Einige der frühen Sojus-Missionen hatten Jastreb-Raumanzüge an Bord, die aber ausschließlich für Außenbordarbeiten eingesetzt wurden.
Am 30. Juni 1971 starb die Mannschaft von Sojus 11 beim Wiedereintritt, als die Luft aus ihrer Landekapsel aufgrund eines defekten Luftventils entwich. Eine der Empfehlungen der Untersuchungskommission war, dass alle zukünftigen Besatzungen Druckanzüge während kritischer Phasen (Start, Landung, Koppelmanöver) ihrer Mission tragen müssen.
NPP Swesda wurde die Aufgabe übertragen, neue Anzüge für Sojus zu entwickeln. Sie lehnten die Übernahme bereits vorhandener Raumanzüge ab, weil diese entweder für einen längeren Einsatz im Vakuum entwickelt wurden und/oder für einen Einsatz zusammen mit den Kasbek-Schalensitzen der Sojus-Raumschiffe ungeeignet waren. Die Konstrukteure unter der Leitung von Gai Iljitsch Sewerin entwickelten ein neues Modell, basierend auf dem Sokol-Druckanzug für Kampfpiloten. Hauptsächlich unterschied sich der neue Anzug durch einen anderen Helm. Nur für die Luftfahrt benötigte Ausstattungsdetails wurden weggelassen, was half, Gewicht einzusparen.
Gleichzeitig wurde in Kooperation mit Sergei Koroljows Entwicklungsbüro das Lebenserhaltungssystem entwickelt. Der fertige Anzug erhielt die Bezeichnung Sokol-K, wobei K für Kosmos steht.

## Varianten

### Sokol-K
Die ursprüngliche Version des Sokol-Anzuges wurde zuerst auf dem Flug von Sojus 12 im Jahr 1973 eingesetzt. Im Gegensatz zum aktuellen Modell besteht die Druckhülle aus Gummi und die äußere Hülle wird nicht mit den V-förmigen Reißverschlüssen verschlossen, sondern geschnürt. Der Träger des Anzuges musste unter diesem Baumwollunterzeug, die Kommunikationshaube und einen Gurt mit Biosensoren tragen.

### Sokol-KR
Die Version Sokol-KR (russisch Сокол КР, „R“ für regenerativ) wurde für die Benutzung mit dem TKS-Raumschiff entwickelt, welches Teil des militärischen Almaz-Programmes war. Der Anzug wurde nie benutzt, da die TKS-Raumschiffe nur unbemannt flogen. Der Hauptunterschied besteht darin, dass dieser Anzug für die Zusammenarbeit mit einem regenerativen Lebenserhaltungssystem entwickelt wurde.

### Sokol-KM und Sokol-KW
Die Arbeit zur Verbesserung von Sokol-K begann 1973. Die Sokol-KM (russisch Сокол КМ, „M“ модификация für modifiziert) und KW (russisch Сокол КВ, „W“ für belüftet) waren Zwischenmodelle zur Entwicklung des Sokol-KW2 und wurden auf keinem Flug ins All eingesetzt.
Sokol-KM und KW bestanden aus einer oberen und einer unteren Hälfte, die mit Reißverschlüssen verbunden waren. Für den weiterentwickelten Sokol-KW2 wurde dieses Prinzip wieder aufgegeben und der Zugang durch die Appendix wieder eingeführt. Die Entwickler entschieden, dass der Anzug dadurch zuverlässiger als mit den zur Verfügung stehenden luftdichten Reißverschlüssen wäre. Zusätzliche Änderungen betrafen den Außenstoff an den Gelenken und die Handschuhe, um die Bedienung des Raumschiffes zu erleichtern. 
Um den Komfort zu erhöhen, waren beide Typen mit einem wassergekühlten Unterzeug ausgerüstet. Damit konnte die überschüssige Körperwärme effizienter abgeführt werden. Alle anderen Anzüge nutzen dazu Luft.

### Sokol-KW2
Sokol-KW2, die aktuelle Version, wurde das erste Mal auf dem Flug von Sojus T-2 am 5. Juni 1980 eingesetzt.
Die hauptsächliche Verbesserung gegenüber Sokol-K war der Ersatz der aus Gummi bestehenden inneren Druckhülle durch eine aus gummiertem Kapron, einem Polyamid. Damit konnte das Gewicht des Anzugs verringert werden. Das Visier wurde verbessert und vergrößert, um das Gesichtsfeld des Kosmonauten zu verbessern. Riemen an der Außenhülle wurden durch Reißverschlüsse ersetzt, um das Aus- und Anziehen zu beschleunigen. Das Überdruckventil wanderte von der linken Bauchseite auf die Mitte der Brust, um eine Bedienung mit beiden Händen zu ermöglichen. Die Verbesserungen an Armen, Beinen und Handschuhen von Sokol-KW wurden ebenso übernommen, wenn auch die wassergekühlte Unterwäsche von KM und KW nicht übernommen wurde. Der Preis für einen solchen Anzug soll 30.000 Euro betragen.

## Entwicklungen in anderen Ländern

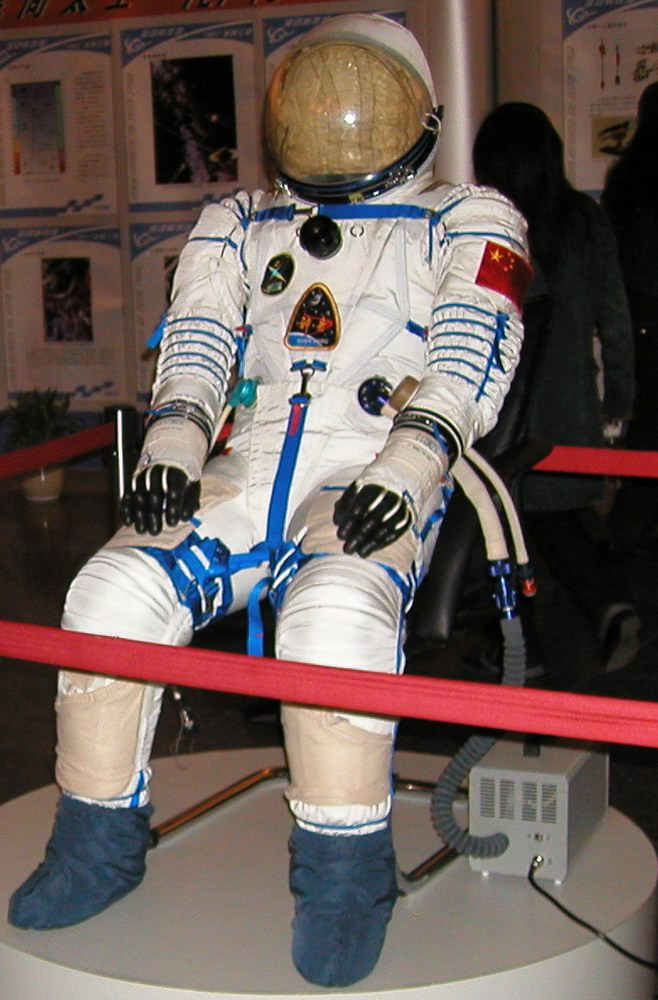
Chinesischer Raumanzug von Yang Liwei

Es ist bekannt, dass China eine Reihe von Raumanzügen von Russland für ihr Raumfahrtprogramm gekauft hat. Der Anzug von Yang Liwei, den er während des ersten chinesischen bemannten Raumfluges mit Shenzhou 5 getragen hat, sieht aus wie ein Sokol-KW2, aber man glaubt, dass es sich eher um einen chinesischen Nachbau handelt. Bilder der Taikonauten Fei Junlong und Nie Haisheng von Shenzhou 6 zeigen etwas geänderte Anzüge. Es wird auch berichtet, dass diese leichter seien.
Sokol-Anzüge wurden auch für andere Anwendungen gekauft. Es war geplant, dass die Besatzung des britischen Höhenballons QinetiQ 1 modifizierte Anzüge von NPP Swesda tragen sollte. Da die Ballonfahrer während des Fluges in einer offenen Plattform sitzen sollten, hätten die Sokol-Anzüge, zusammen mit dicker wärmender Oberbekleidung, sie vor der Kälte und dem niedrigen Druck in der Stratosphäre geschützt. Der Ballon sollte bis in eine Höhe von 40 km steigen. Das Projekt wurde nach Beschädigungen am Ballon aufgegeben.

## Sammlermarkt
Sokol-Anzüge, einschließlich solcher, mit denen Kosmonauten im Weltraum waren, wurden das erste Mal von Sotheby’s 1993 auf einer Auktion mit anderen Artikeln zur russischen Raumfahrtgeschichte angeboten. Danach tauchten auf der Internetauktionsplattform eBay Ausrüstungsteile wie Handschuhe, Kommunikationshauben und Handspiegel sowie gelegentlich sogar komplette Anzüge auf. Normalerweise handelt es sich dabei um ausgesonderte verschlissene Trainingsausrüstung, die nie im All war. Diese Sachen gehören eigentlich Russland, so dass die Rechtmäßigkeit des Verkaufs zweifelhaft ist. Man vermutet auch, dass die russische Mafia an dem Handel beteiligt ist.

## Technische Daten
Stand: 31. Dezember 2002
| Kenndaten                                             | Sokol-K    | Sokol-KW   | Sokol-KW2      |
| ----------------------------------------------------- | ---------- | ---------- | -------------- |
| Entwicklungszeitraum                                  | 1971–1973  | 1974–1979  | 1973–1979      |
| Einsatzzeitraum                                       | 1973–1981  | –          | 1980 bis jetzt |
| Einsatzzeit in belüfteter Kabine                      | bis 30 h   | bis 30 h   | bis 30 h       |
| Einsatzzeit in druckloser Kabine                      | bis 2 h    | bis 2 h    | bis 2 h        |
| Nominaldruck Standardmodus                            | 400 hPa    | 400 hPa    | 400 hPa        |
| Nominaldruck Backupmodus                              | 270 hPa    | 270 hPa    | 270 hPa        |
| Luftdurchsatz                                         | ≥ 150 slpm | ≥ 150 slpm | ≥ 150 slpm     |
| Sauerstofffluss                                       | 20 slpm    | 20 slpm    | 20 slpm        |
| Gewicht                                               | 10 kg      | 12 kg      | 9 kg           |
| Hergestellte Exemplare: Flugfähig / Test und Training | 89 / 66    | 0 / 6      | 220 / 63       |